# Helgelandsbron
Helgelandsbron (norska: Helgelandsbrua) är en snedkabelbro i Nordland fylke i Norge, där fylkesväg 17 korsar Leirfjorden mellan tätorten Sandnessjøen i Alstahaugs kommun och byn Leines i Leirfjords kommun. Den är 1065 meter lång och öppnades för trafik 1991.
Bron blev utsedd till Norges vackraste bro av den norska tidskriften Teknisk Ukeblad år 2010.